# Будовец, Вацлав
Вацлав Будовец (чеш. Václav Budovec) (28 августа, 1551, Градец-Кралове — 21 июня, 1621, Прага) — чешский деятель Реформации, путешественник, исламовед, историк. Примкнул к восстанию против Габсбургов и был казнён.

## Биография
В 18 лет отправился в путешествие по Европе, и в продолжение семи лет объехал Германию, Данию, Италию, Францию, Англию и Турцию, хорошо выучив языки этих государств.
Возвратившись на родину, поступил на коронную службу при германском посольстве в Константинополе, где коротко познакомился с исламом, которое возненавидел всеми силами души. Эта ненависть выразилась в его трактате «Anti-Alkoran», в котором изложил свои взгляды на ислам.
По возвращении из Константинополя занимал значительные должности и наконец был председателем апелляционного суда в Праге и главным казначеем королевства.
Считался опытным юристом и красноречивым политическим оратором. Как кальвинист, в своих сочинениях нередко дурно отзывался о папстве, и тем нажил себе врагов между католиками, а особенно среди иезуитов, которые выжидали только благоприятного случая, чтобы погубить его.
В 1608 году особенно энергично действовал в среде чехов для привлечения последних на сторону Матфия, брата императора Рудольфа II, и был одним из самых главных деятелей в борьбе с католическим правительством за свободу вероисповедания и богослужения, которой добивались «чешские братья», и одним из главных виновников выдачи чехам так называемой «Грамоты величества», в силу которой протестантам предоставлена была свобода вероисповедания.
В 1620 году, когда императорская корона была уже на голове Фердинанда II, ярого католика, после Пражского сражения (начало Тридцатилетней войны), Будовец, бывший тогда одним из правителей королевства, стал в открытую оппозицию к императору, почему, обвиненный в измене, отдан был под суд.
В 1621 году был обезглавлен в Праге.

## Авторство

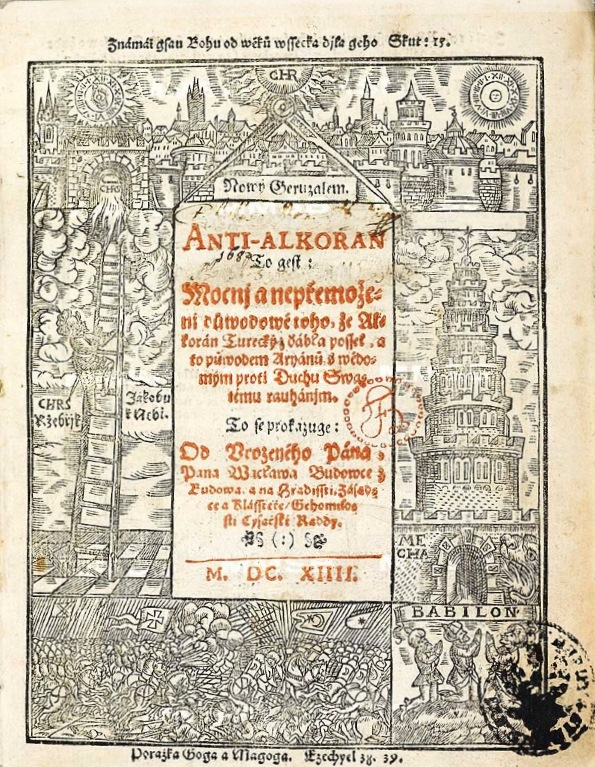
Anti-Alkoran.

Сочинения на латинском и чешском языках, в том числе:
- «Anti-Alkoran»;
- «Histona rerum a Poloniae rege in Moscovia superiori anno fortiter et feliciter gestarum. Item ex literis Constantinopoli h. a. 1581 datis, descriptae narrationes de bello persico, quod a Turcis in Media geritur, et de Armeniis et aliis rebus»;
- «Historica narratio de rebus in Bohemia inter proxima regni comitia in negotio religionis gestis» (1609);
- «Circulus horologii lunaris et solaris»;
- множество апологий, исторических, религиозных, научных исследований и пр.;
- обширная переписка с европейскими учёными (издана в Праге в 1908 и 1912 годах).